# Časovka

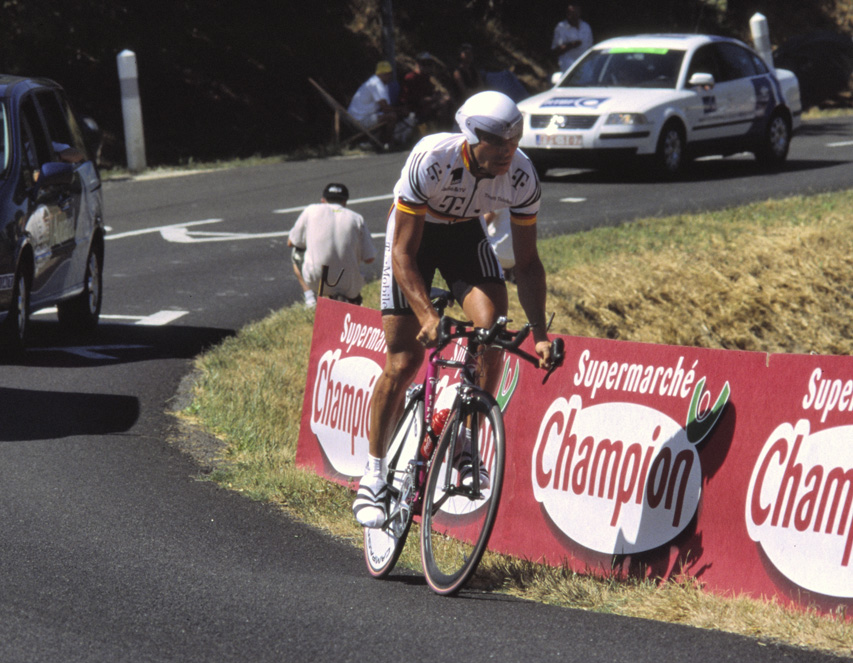
Erik Zabel na trati časovky jako prologu Tour de France v roce 2005

Časovka neboli závod na čas je druh závodu ve sportech, při nichž o vítězi může rozhodovat dosažený čas. V časovce každý účastník závodu (jednotlivec nebo družstvo) vyráží na předepsanou trať individuálně. Termín časovka se běžně používá v silniční cyklistice, ale stejný princip používají i některé jiné sporty.

## Časovka v silniční cyklistice

### Pravidla
Start do časovky musí probíhat z klidu. Kolo závodníka drží určená osoba (pro všechny stejná), která v okamžiku startu kolo uvolní (nikoli postrčí). Startér odpočítává poslední okamžiky před startem, než dá pokyn ke startu. Pokud je k dispozici elektronické měření, čas se rozbíhá ve chvíli, kdy závodník spustí automatickou časomíru, pokud neodstartuje výrazně dříve nebo později než 5 sekund po pokynu startéra.
Start se má provádět z rampy.
Intervaly mezi závodníky musejí být stejné, i když mezi závodníky startujícími v závěru startovní listiny mohou být intervaly větší. Toho se často využívá proto, že v závěru startovní listiny bývají ti nejlepší.
Závodníci musejí v časovce jet individuálně a nespolupracovat. Pokud závodník dojede soupeře startujícího dříve, nesmí ho ani vést, ani následovat. Míjet se mají nejméně v bočním rozestupu dvou metrů a kilometr po dojetí musí jet dojetý cyklista aspoň 25 m daleko od rychlejšího. Doprovodná vozidla nesmějí jet blíž než 10 metrů za závodníkem a při případném předjíždění závodníků nesmějí žádnému z nich bránit ani jej vést.

### Časovka jednotlivců

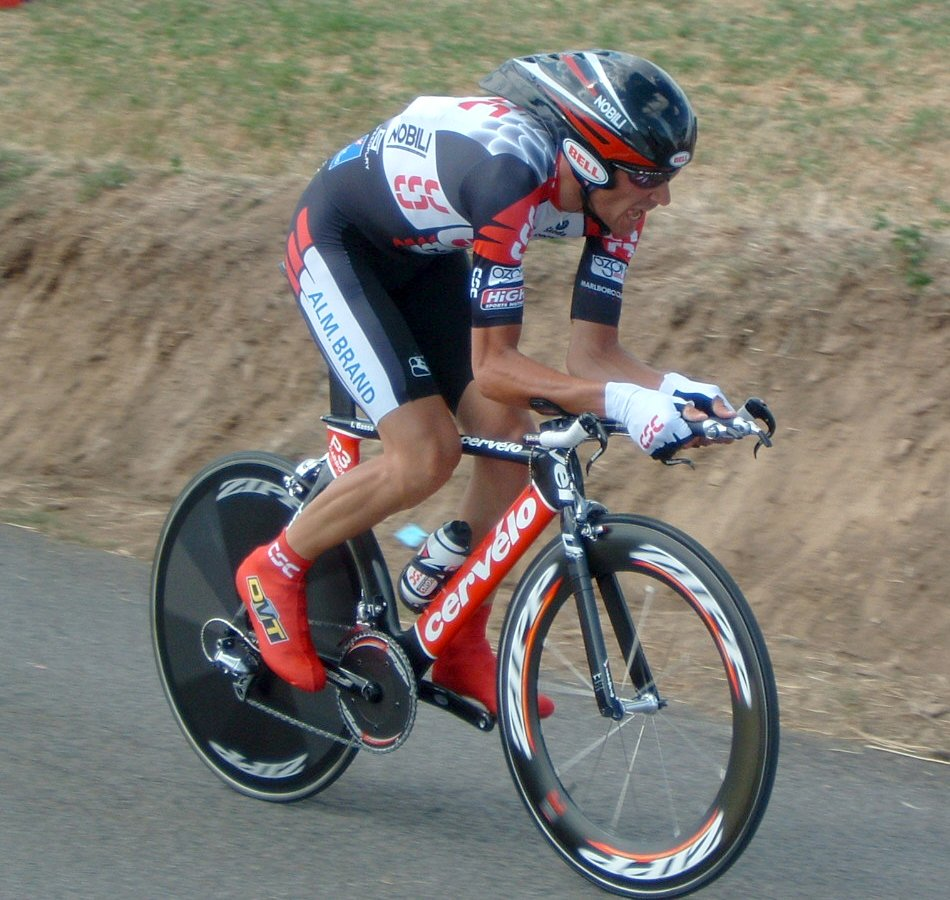
Ivan Basso v časovce na Tour de France 2005

Maximální délka časovky jednotlivců je pro jednotlivé kategorie určena pravidly takto:
| Kategorie | Věk       | Maximální délka                    | Maximální délka |
| Kategorie | Věk       | mistrovství světa a olympijské hry | ostatní         |
| --------- | --------- | ---------------------------------- | --------------- |
| Muži      | Elite     | 40–50 km                           | 80 km           |
| Muži      | Do 23 let | 30–40 km                           | 40 km           |
| Muži      | Junioři   | 20–30 km                           | 30 km           |
| Ženy      | Elite     | 20–30 km                           | 40 km           |
| Ženy      | Juniorky  | 10–15 km                           | 15 km           |

Legendární Velká cena národů ve Francii se ale v minulosti jezdila na tratích v rozmezí od 80 do 140 km (délka závodu se postupně snižovala).
Časovka jednotlivců je jednou z klasických disciplín mistrovství světa v silniční cyklistice, na olympijské hry se ale dostala až v roce 2004 v Athénách, kde při její premiéře zvítězili Američan Tyler Hamilton a Nizozemka Leontien Zijlaardová-Van Moorselová.
Zvláštní místo má časovka jednotlivců v etapových cyklistických závodech, v nichž může, ale nemusí být zařazena. V některých závodech bývá časovek i víc. Např. Tour de France 2007 obsahovala tři časovky jednotlivců, první nejkratší v Londýně jako tzv. prolog, druhou horskou a třetí rovinatou jako předposlední etapu. V některých závodech bývá časovka zařazována jako poslední (na Tour de France jako předposlední) etapa a občas vede ke změnám pořadí – mezi nejslavnější případy patří zvrat souboje mezi Gregem LeMondem a Laurentem Fignonem na Tour de France v roce 1989. Na španělské Vueltě takto v časovce v ulicích Madridu přišli v nedávné minulosti o vítězství Óscar Sevilla nebo Roberto Heras.
Mezi nejslavnější časovkáře historie patří Jacques Anquetil, Bernard Hinault, Laurent Fignon, Greg LeMond, Miguel Indurain, Jan Ullrich nebo Lance Armstrong.

### Časovka družstev

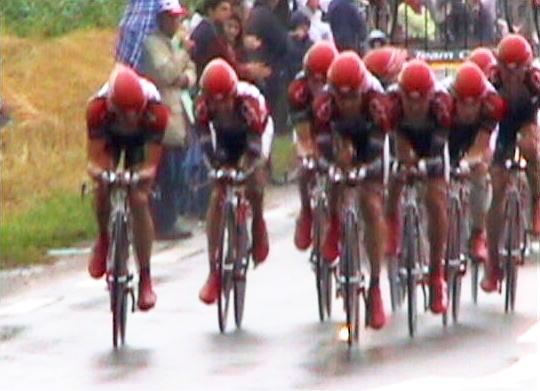
Cyklisté týmu CSC v časovce družstev na Tour de France 2004

Podle pravidel Mezinárodní cyklistické unie (UCI) se časovky družstev musejí účastnit týmy o dvou až deseti cyklistech a nesmějí být smíšené (složené z mužů a žen zároveň).
Maximální délka časovky družstev je podle pravidel určena takto:
| Kategorie | Věk       | Maximální délka |
| --------- | --------- | --------------- |
| Muži      | Elite     | 100 km          |
| Muži      | Do 23 let | 80 km           |
| Muži      | Junioři   | 70 km           |
| Ženy      | Elite     | 50 km           |
| Ženy      | Juniorky  | 30 km           |

O vítězi časovky družstev rozhoduje čas dosažený závodníkem ve stanoveném pořadí v celém týmu, jak je určeno konkrétními pravidly. Na olympijských hrách to byl třetí cyklista z čtyřčlenného týmu, ve velkých etapových závodech (např. na Tour de France nebo na Giru d'Italia), kde startují devítičlenné týmy, se započítává čas pátého v cíli.
Silniční časovka družstev na 100 kilometrů byla do programu olympijských her zařazena poprvé v Římě na olympijských hrách v roce 1960. Naposledy se konala na hrách v Barceloně v roce 1992. Nejúspěšnější zemí byl někdejší Sovětský svaz, který získal tři zlaté medaile, dvakrát vyhráli cyklisté Itálie, Nizozemska a Německa (v roce 1988 v barvách tehdejší NDR). Na olympijských hrách v Moskvě v roce 1980 získalo bronz československé družstvo ve složení Michal Klasa, Vlastibor Konečný, Alipi Kostadinov a Jiří Škoda.
Stejně jako z olympijských her byla časovka družstev vyřazena i z programu mistrovství světa, a tak se v současnosti konají především časovky týmů.
Časovka družstev bývá zařazena i do etapových závodů, kde má význam nejen pro soutěž družstev, ale může ovlivnit i pořadí jednotlivců. Čas každého jednotlivce je započítán podle jeho skutečně dosaženého individuálního výsledku, čas družstva opět podle jezdce v předem určeném pořadí v družstvu. Od roku 2004 používá závod Tour de France složitější systém započítávání času časovky družstev do konečného pořadí jednotlivců.
Součástí seriálu UCI ProTour je i samostatná časovka družstev, která se pravidelně koná v nizozemském Eindhovenu.

#### Taktika
Na rozdíl od časovky jednotlivců, v níž je „jízda v háku“ – tj. za jiným cyklistou, který slouží jako aerodynamický štít – zakázaná, v časovce družstev je základem taktiky. Cyklisté se v družstvu pravidelně střídají na čele skupiny s tím, že v té chvíli poněkud napřímí svůj posed, aby lépe skryli své týmové kolegy. Po určité odjeté vzdálenosti opustí lídr čelo skupiny a vrátí se na její konec, zatímco na čele ho vystřídá jiný.
Délka střídání je závislá na kvalitě cyklistů a potřebné rychlosti. Slabší cyklisté střídají na kratší dobu, aby udrželi nastavené tempo a rychlost nekolísala. Při vyšší rychlosti celého družstva se zkracuje interval střídání pro celé družstvo. Stejně jako v časovce jednotlivců je cílem, aby cyklisté dosahovali výkonu těsně pod aerobním prahem, tedy aby vykonávali maximální aerobní zátěž.
Cyklisté mohou obvykle jet ve dvou formacích: v jednom zástupu, anebo v průběžně rotujícím dvojzástupu. V jednom zástupu probíhá střídání v pomalejším tempu, dvojzástupu se užívá obvykle ve chvíli, kdy je potřeba dosáhnout vyšší rychlosti (nejčastěji před cílem časovky).
Protože o výsledku časovky nerozhoduje zpravidla pořadí posledního cyklisty, může se stát, že v závěru se družstvo rozpadne a pokračuje jen v tom počtu nejsilnějších časovkářů, aby se počítal čas právě posledního. Naopak v případě problémů, kdy dojde k ztrátě ještě většího počtu cyklistů, je nutné, aby čelo družstva na odpadlíky počkalo.

### Vybavení

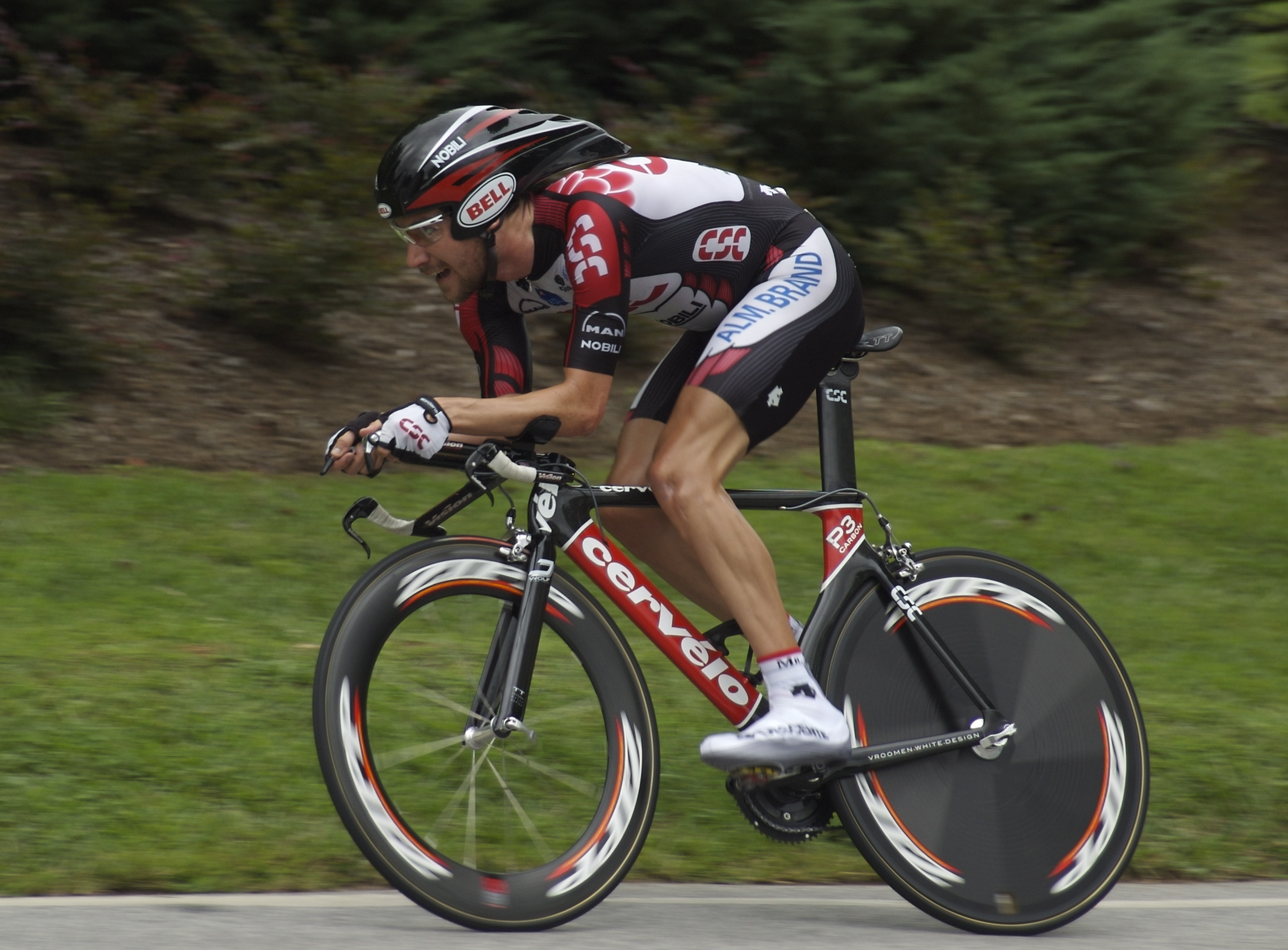
Dave Zabriskie při časovce na speciálu s diskovým zadním kolem a speciálními časovkářskými řídítky s nástavci

Pro časovkářské závody se používají speciální kola. Většina odlišností vychází ze snahy minimalizovat odpor vzduchu. Z důvodu lepší aerodynamiky se pro časovku používají zvláštní aerodynamické rámy s menším předním kolem. Kola bývají disková nebo loukoťová. Lepší aerodynamice napomáhají také zvláštní řídítka, tzv. kozy. Dalším vylepšením aerodynamiky jsou původně triatlonové nástavce na řídítka, díky nimž má závodník lokty téměř u sebe. Právě použití těchto nástavců mělo v roce 1989 pomoci americkému cyklistovi Gregu LeMondovi zvrátit v poslední etapě (časovce) výsledek Tour de France a porazit v konečném pořadí Francouze Laurenta Fignona o pouhých 8 sekund. Disková kola se objevila na olympijských hrách poprvé v roce 1984 v Los Angeles, kde je užili na cestě k vítězství reprezentanti Itálie v časovce družstev.
Časovkářská kola jsou také vybavena těžšími převody, protože na kratších a zpravidla ne tak kopcovitých tratích časovek je nutné dosahovat vyšších průměrných rychlostí. Časovkářská kola jsou běžná i v dráhové cyklistice. Při běžných silničních závodech jsou časovkářské speciály obvykle zakázány, protože jejich ovládání je náročnější a ve větší skupině závodníků nebezpečné.
Závodníci při časovkách na vrcholných závodech obvykle používají aerodynamicky tvarovanou přilbu a speciální oblečení snižující odpor vzduchu.

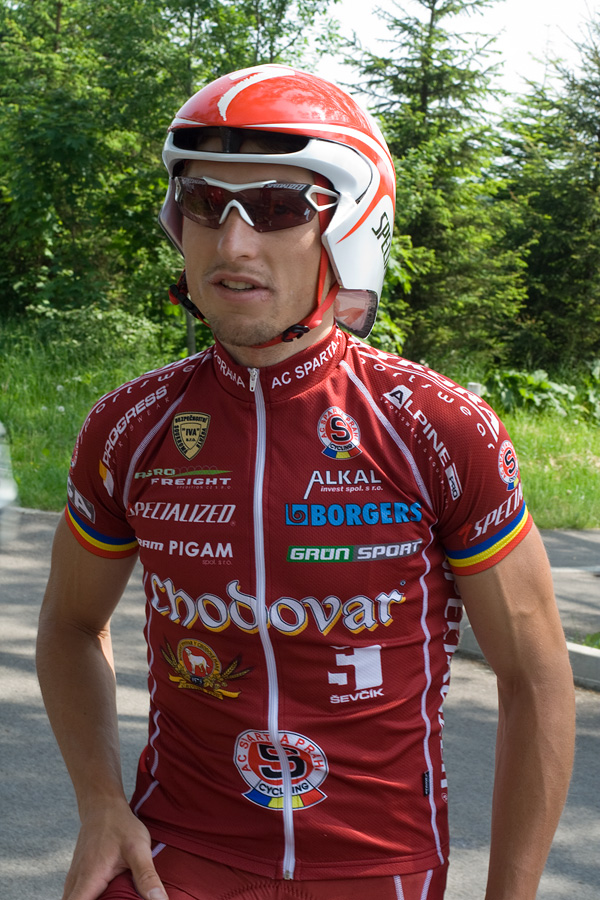
Aerodynamicky tvarovaná přilba (český cyklista R. Krotký)
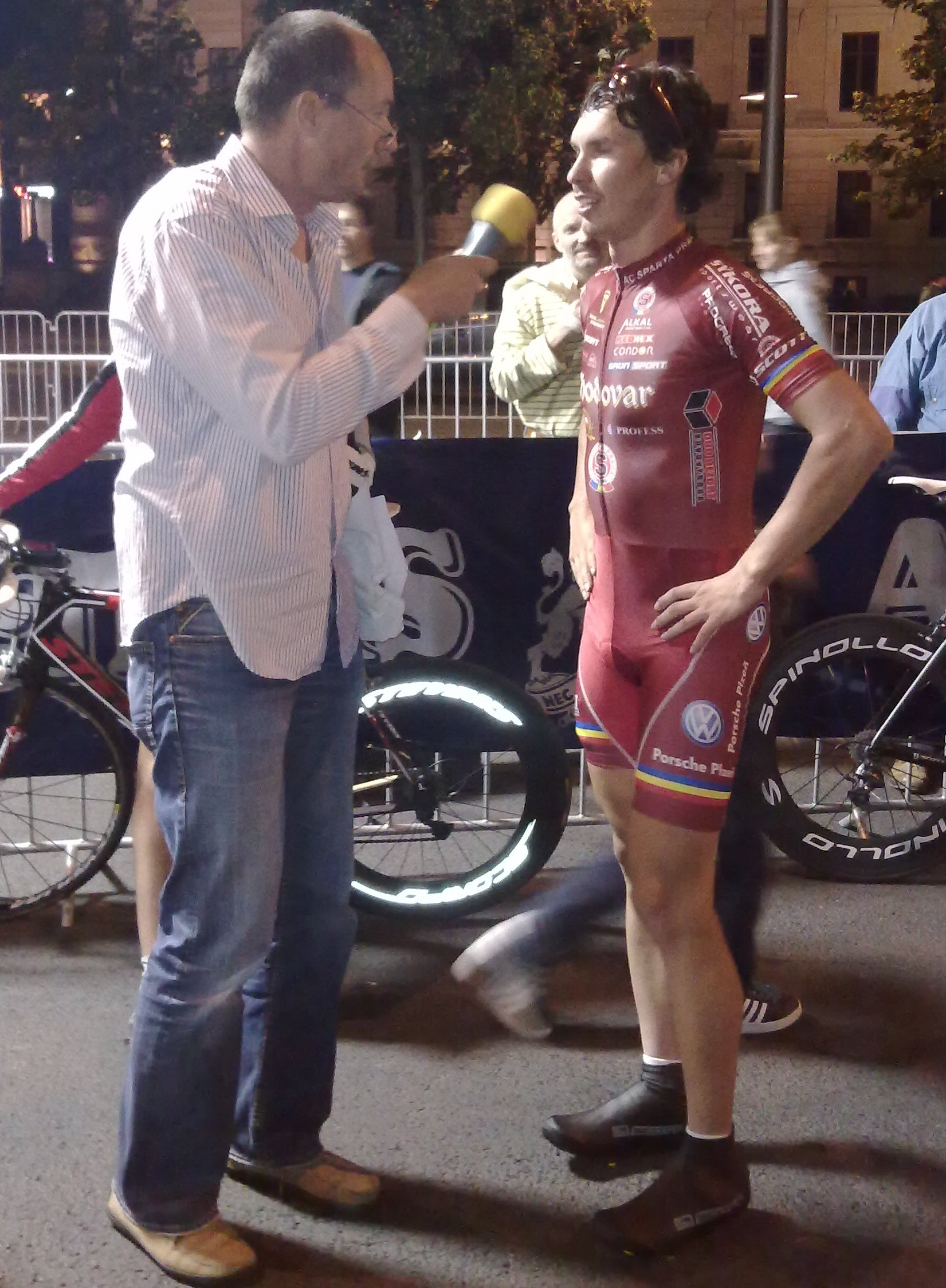
Speciální kombinéza na časovku (český cyklista T. Okrouhlický)
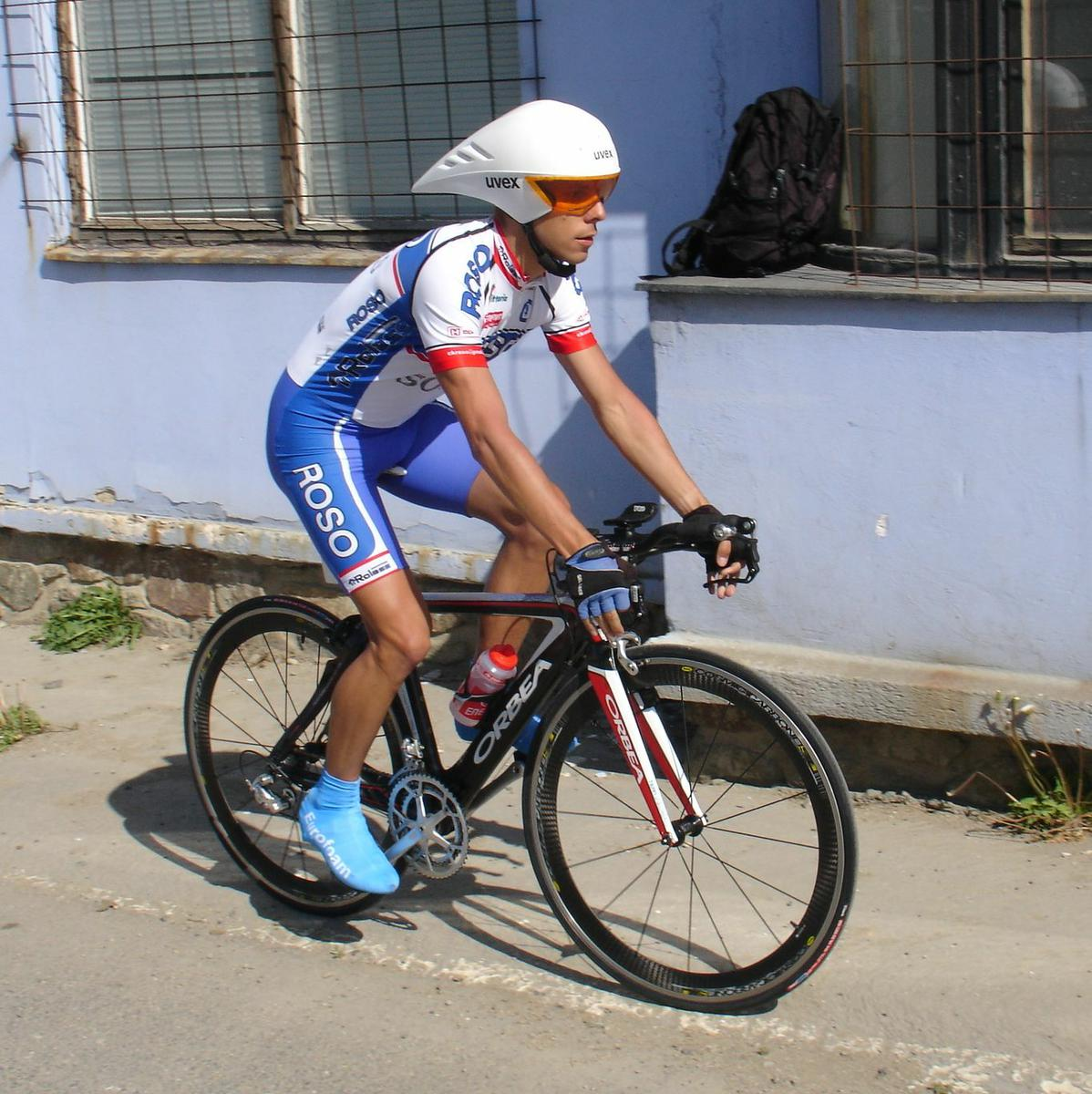
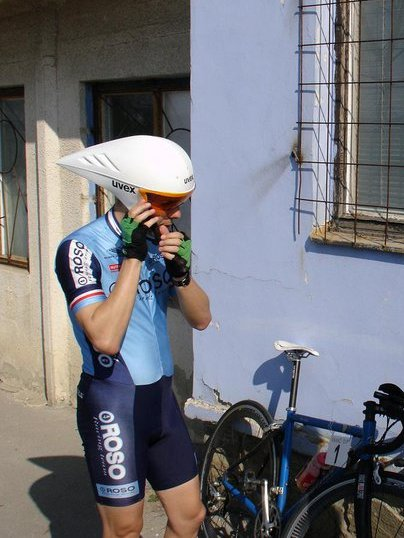

## Závod na čas v dráhové cyklistice
Nejdůležitější dráhařskou disciplínou tohoto typu byl po léta závod na 1 kilometr s pevným startem (pro ženy 500 metrů), který byl jedinou disciplínou tohoto druhu v olympijském programu. Po letních olympijských hrách v Athénách byl ale z programu her vyřazen, i když zůstává v programu mistrovství světa v dráhové cyklistice. Formou časovky se jezdí některé kvalifikační jízdy jiných dráhařských disciplín, např. sprintu nebo stíhacího závodu.

## Závod na čas v jiných sportech
Intervalové starty a měření času jsou běžné i v jiných sportech. Typický je pro některé zimní sporty (běh na lyžích, biatlon), i když i v nich se stále častěji používají starty hromadné. Disciplíny, v nichž sice každý závodník absolvuje stanovenou trať sám, ale zpravidla v relativně krátkém čase (např. v alpském lyžování), se s termínem časovka nespojují.